# Gallia Belgica
Gallia Belgica, senere bare kaldt Belgica, var en af de tre romerske provinser, som blev dannet under opdelingen af Gallia under kejser Augustus; de to andre var Gallia Lugdunensis i midten og Gallia Aquitania i sydvest.
Området blev del af Romerriget gennem erobringer ledet af Julius Caesar i 57 f.Kr. efter betydelig modstand fra de forenede belgiske stammer. De blev i Caesars værk Commentarii de Bello Gallico blandt andet beskrevet som det modigste af alle galliske folkeslag.
Belgica omfattede den nordlige og østlige del af nutidens Frankrig, den vestlige del af Belgien, Vestschweiz og Jurabjergene ved Genfersøen (Lacus Lemanus), videre Moseldalen og omgivelserne til omtrent 50 km før mundingen i Rhinen. Indtil provinserne øst for, Germania Superior og Germania Inferior, blev grundlagt (omkring 90 e.Kr.), var Belgicas statholder (proconsul) også ansvarlig for sikringen af Rhingrænsen. Provinsens hovedstad var Durocortorum (Reims), senere (ukendt tidspunkt) blev den flyttet til Augusta Treverorum (Trier).
Etter Diokletians (kejser 284–305) forvaltningsreform blev Belgica delt op i provinserne Belgica I (Belgica Prima) omkring floden Mosel og Belgica II (Belgica Secunda), fra Reims til Den engelske Kanal. De dannede sammen med provinserne Lugdunensis, Germania Superior og Germania Inferior, Sequana (Vestschweiz, Jurabjergene (senere Maxima Sequanorum) og Alpes Graiae et Poeninae og Alpes Graiae) diocesen Galliae.
I 406 blev området invaderet af vandaler og burgundere. Den vestlige del af Belgica blev efterhånden Frankerrigets kerneområde, mens den østlige del blev erobret af alamannerne.

## Byer iGallia Belgica
Romerske byer af betydning i Belgica var:
- Augusta Suessionum (Soissons)
- Augusta Treverorum (Trier), hovedstad i diocesen Galliae
- Bagacum (Bavay)
- Portus Itius, senere Gesoriacum, i senantikken Bononia (Boulogne-sur-Mer)
- Caesaromagus (Beauvais)
- Catalauni (Châlons-en-Champagne)
- Divodurum (Metz)
- Durocortorum (Reims)
- Mediolanum (Évreux)
- Samarobriva (Amiens)
- Tullum (Toul)
- Vesontio (Besançon)
- Virodunum (Verdun)